# 托馬斯·布蘭迪斯
托馬斯·布蘭迪斯（德語：Thomas Brandis；1935年6月23日—2017年3月30日）是德國小提琴家、教育家，長期擔任柏林爱乐乐团樂團首席（1961年－1983年）。

## 生平
出生於汉堡，在家鄉啟蒙小提琴演奏，之後在倫敦就教於馬克斯·羅斯塔。贏得ARD慕尼黑國際音樂大賽之後，在漢堡擔任樂團首席，1961年起任職於知名的柏林愛樂樂團，當時年僅26歲。布蘭迪斯任樂團首席至1983年為止，同時他也在柏林艺术大学任教，2002年自教職退休。
布蘭迪斯也是倫敦皇家音樂學院、呂貝克音乐学院的訪問學者。

## 作品節選

### 商業錄音
布蘭迪斯在EMI、Deutsche Grammophon、Teldec、Orfeo、Harmonia Mundi等大廠均有錄音作品。

## 布蘭迪斯四重奏團
創建於1976年，成員為柏林愛樂樂團的同事：彼得·布雷姆（Peter Brem，小提琴）、維爾弗里德·斯特雷爾（Wilfried Strehle，中提琴）、沃爾夫岡·伯特歇爾（大提琴）。
四重奏的足跡遍布歐、美、亞的各主要音樂節活動，此外他們在Orfeo也灌錄弗朗茨·舒伯特的作品。

## 外部連結
- 布蘭迪斯四重奏團的Discogs页面（英文）
- 托馬斯·布蘭迪斯的Discogs页面（英文）